# Isorobitella trigonalis
Isorobitella trigonalis är en musselart som först beskrevs av Carpenter 1857.  Isorobitella trigonalis ingår i släktet Isorobitella och familjen Lasaeidae. Inga underarter finns listade i Catalogue of Life.